# Schebichbach
Der Schebichbach (tschechisch Dřevíč) ist ein linksseitiger Zufluss des Rosenbaches (Rožanský potok) in Rosenhain (Rožany) in Tschechien mit einer Länge von knapp vier Kilometern.

## Beschreibung
Der Schebichbach entspringt am Nordosthang der Schwarzen Koppe am Waldrand des Schwarzen Busches bei Neudorf in der Gemarkung von Sohland an der Spree. Sein Oberlauf führt zunächst südlich des Müllersberges (401 m) an Obersohland und dem Oberhof vorbei auf einer Länge von einem Kilometer verrohrt durch Wiesen und Felder. Danach umfließt der Bach die Hakenberge (404 m) und den Brandbusch (443 m) südlich. Der Anteil des Bachlaufes auf deutschem Gebiet hat eine Länge von 2,5 Kilometern, davon bildet er auf den letzten 200 m vom Grenzzeichenpaar 16 bis zum Grenzzeichenpaar 16/5 die Staatsgrenze zu Tschechien.
Bei der Wüstung Neuwelt (Nový Svět) fließt der nun Dřevíč genannte Bach auf tschechisches Gebiet, sein weiterer Lauf führt durch Neudorf (Nová Ves) nach Rosenhain. Dort wird er nördlich des Jockelsberges (Rožanský vrch, (412 m)) im Teichmühlteich (Mlýnský rybník) gestaut. Unterhalb der Kirche mündet der Schebichbach in Rosenhain in den Rosenbach.
Der Bach fließt auf seinem gesamten Lauf in östliche Richtungen. Er ist als Fließgewässer 2. Ordnung eingestuft.

## Natur
Seit der zweiten Hälfte des 20. Jahrhunderts war der Bach auf deutscher Seite fast gänzlich verrohrt; lediglich südlich des Brandbusches floss er auf 400 m Länge bis Einfluss nach Tschechien noch offen. Auf diesem Abschnitt haben sich der Gauchheil-Ehrenpreis und die Gelbe Gauklerblume angesiedelt.
Als Ausgleichsmaßnahme für einen Straßenbau wurde der Schebichbach im Jahre 2011 auf einer Länge von 1,2 km renaturiert. Dabei wurden 4,4 ha Auenbereiche und 9 ha Waldsaumgesellschaft gestaltet, Drainagen eingebunden sowie drei Gewässerquerungen für Feldfahrzeuge angelegt.